# Çimenkuyu, Karaman
Çimenkuyu là một xã thuộc thành phố Karaman, tỉnh Karaman, Thổ Nhĩ Kỳ. Dân số thời điểm năm 2011 là 39 người.